# Полосатый филин
Полоса́тый фи́лин (лат. Ketupa shelleyi) — вид птиц рода рыбных филинов, обитающий в Западной и Центральной Африке. Видовое название дано в честь Джорджа Шелли.

## Описание
Одна из крупнейших сов в мире и одновременно одна из наименее изученных сов. Достигает размеров в 53—61 см. Оперение преимущественно тёмно-коричневое, грудь светлая с множеством поперечных тёмных полос. Глаза тёмно-коричневые, лапы и почти все пальцы оперены. Было поймано не более 20 особей этого вида. Один из взвешенных самцов достигал веса в 1257 г. Самки предположительно весят больше.

## Распространение
Населяет тропические леса в Западной и Центральной Африке, на территории Гвинеи, Либерии, Ганы, Камеруна и Габона. Мощные когти дают основания предполагать, что добычей филина являются животные относительно крупных размеров (млекопитающие среднего размера и крупные птицы). Одной из наблюдаемых жертв была крупная летяга.
О численности и репродуктивных привычках полосатого филина известно немного, но вырубка густых тропических лесов — привычной среды обитания этих птиц — является причиной классификации этого вида как «уязвимого».

## Поведение
Полосатый филин — ночная птица, которая в дневное время укрывается в густой листве на нижних ветвях деревьев.

## Статус и сохранение
Из-за того, что данный вид обитает в густых тропических лесах, ему угрожает потеря среды обитания в пределах его естественного ареала. Разрушение среды обитания в гвинейских лесах Западной Африки поставило под угрозу весь ареал данного вида. По очень приблизительным оценкам, около 1500-7000 особей (во всяком случае, почти точно менее 10 000 особей) живут в дикой природе.